# Tomáš Petrášek
Tomáš Petrášek (Rychnov nad Kněžnou, 2 marzo 1992) è un calciatore ceco, difensore dell'Hradec Králové.

## Carriera
Ha giocato nella massima serie polacca.

## Palmarès

### Club

#### Competizioni nazionali
- Coppa di Polonia: 2

Raków Częstochowa: 2020-2021, 2021-2022
- Supercoppa di Polonia: 1

Raków Częstochowa: 2021, 2022